# Sparkasse Bayreuth

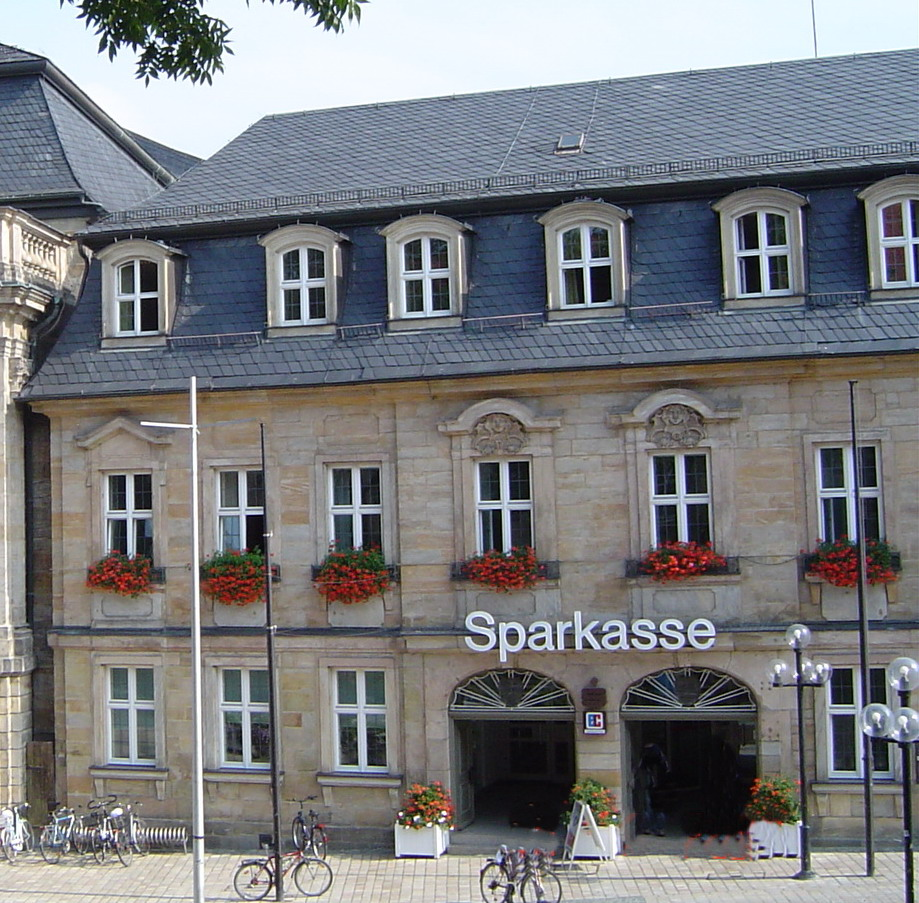
Ehemalige Hauptstelle der Sparkasse Bayreuth, Opernstraße 12

Die Sparkasse Bayreuth ist ein öffentlich-rechtliches Kreditinstitut mit Sitz in Bayreuth in Bayern. Ihr Geschäftsgebiet ist der Landkreis und die Stadt Bayreuth, mit Ausnahme der Gemeinde Speichersdorf und der Stadt Gefrees.

## Geschichte
Die Sparkasse Bayreuth entstand im Jahr 2000 durch die Vereinigung der Stadtsparkasse Bayreuth mit der Kreissparkasse Bayreuth–Pegnitz. Der Vereinigungsvertrag wurde am 30. November 2000 unterzeichnet. Die neue Satzung wurde von der Regierung von Oberfranken am 6. Dezember 2000 genehmigt und trat zum Ablauf des 31. Dezember 2000 in Kraft. Bei diesem Zusammenschluss war die Kreissparkasse Bayreuth−Pegnitz der größere Partner.
Seit Dezember 2016 befindet sich die Hauptgeschäftsstelle am Luitpoldplatz 11 in Bayreuth, dort ist seit dem 1. Januar 2021 auch der Hauptsitz der Sparkasse Bayreuth. Die Büros aller internen Bereiche verblieben zunächst in der Opernstraße 12, dem ehemaligen Sitz der Kreissparkasse.
Als Instrument der Armenfürsorge war 1823 mit der „Ersparniscassa“ die Vorgängerin der Stadtsparkasse Bayreuth gegründet worden. Auf das Sparkonto Nr. 1 zahlte die Dienstmagd Ernestine Unger 30 Gulden ein – diese Ersteinlage wuchs in 175 Jahren auf mehr als zwei Milliarden Mark. Die Zahl der Mitarbeiter war zunächst äußerst gering, zu Beginn des 20. Jahrhunderts waren es zwei bis drei Personen. Anfangs im Alten Rathaus und später in einem Raum im Hospitalgebäude untergebracht, bezog die Sparkasse 1905 das alte Gebäude des Amtsgerichts am Mühltürlein. Dieses wurde 1934, im Zuge der Verbreiterung der Straße, durch einen Neubau ersetzt, der bis 1968 Hauptgeschäftsstelle blieb. Im Juni 1918 wurde der Scheckverkehr eingeführt, 1940 wurde im Stadtteil Sankt Georgen (Brandenburger Straße 49) die erste Zweigstelle der Städtischen Sparkasse der Öffentlichkeit übergeben. 1979 ging der erste Geldausgabeautomat in Betrieb.
Im Jahr 1960 hatte die Städtische Sparkasse Bayreuth 89 Mitarbeiter, acht Jahre später bereits 144. Zwischen 1953 und 1968 stieg die Bilanzsumme um das Siebenfache auf 200 Millionen DM, das Kreditgeschäft sogar um das Neunfache. Am 25. Oktober 1968 wurde eine 5,9 Millionen DM teuere neue Hauptgeschäftsstelle am Luitpoldplatz durch den Bayreuther Oberbürgermeister Hans Walter Wild eröffnet. Dieses Gebäude wurde im Herbst 2014 abgerissen, an seiner Stelle ging im Dezember 2016 das 18,8 Millionen Euro teure neue Kundenhaus in Betrieb.
Die Gründung der Kreissparkasse Bayreuth–Pegnitz erfolgte 1840 in Pottenstein. 1996 erweiterte sie ihre Räumlichkeiten in der Bayreuther Opernstraße 12 in die Häuser Opernstraße 8 und 10. Haus Nummer 8 wurde komplett abgerissen und neu aufgebaut, das unter Denkmalschutz stehende Haus Nummer 10 aufwendig saniert. In den Erweiterungsbau investierte die Kreissparkasse zehn Millionen Deutsche Mark. Die Gebäude in der Opernstraße wurden 2020 verkauft und fanden zum 1. Januar 2021 einen neuen Eigentümer.

## Organisationsstruktur
Die Sparkasse Bayreuth ist eine Anstalt des öffentlichen Rechts. Träger ist der „Zweckverband Sparkasse Bayreuth-Pegnitz“, dessen Mitglieder sind die kreisfreie Stadt Bayreuth (45,00 %), der Landkreis Bayreuth (41,25 %) und die Stadt Pegnitz (13,75 %).
Rechtsgrundlagen sind das Sparkassengesetz, die bayerische Sparkassenordnung und die durch den Träger der Sparkasse erlassene Satzung. Organe der Sparkasse sind der Vorstand und der Verwaltungsrat.

## Geschäftsausrichtung
Die Sparkasse Bayreuth betreibt als Sparkasse das Universalbankgeschäft. Die Sparkasse Bayreuth wies im Geschäftsjahr 2023 eine Bilanzsumme von 2,974 Mrd. Euro aus und verfügte über Kundeneinlagen von 2,471 Mrd. Euro. Gemäß der Sparkassenrangliste 2023 liegt sie nach Bilanzsumme auf Rang 163. Sie unterhält 33 Filialen/Selbstbedienungsstandorte und beschäftigt 443 Mitarbeiter.

## Sparkassen-Finanzgruppe
Die Sparkasse Bayreuth ist Teil der Sparkassen-Finanzgruppe. Die Sparkasse vermittelt daher z. B. Bausparverträge der LBS, Investmentfonds der Deka und Versicherungen der Versicherungskammer Bayern. Die Funktion der Sparkassenzentralbank nimmt die Bayerische Landesbank wahr.

## Rettung der Bayerischen Landesbank
Die Bayerische Landesbank (BayernLB) hatte im Mai 2007 50 % plus eine Aktie an der österreichischen Bank Hypo Group Alpe Adria (HGAA) übernommen und diesen Anteil in den folgenden Jahren auf eine Beteiligungsquote von 67,08 % aufgestockt.
Im Dezember 2009 verkaufte die BayernLB ihre Anteile für den symbolischen Preis von einem Euro an die Republik Österreich. Sie verlor insgesamt etwa 3,7 Milliarden Euro, die sie in die HGAA investiert hatte.
Von Mai 2009 bis Ende Juni 2010 – und damit zum Zeitpunkt des Verkaufs – war der Vorstandsvorsitzende der Sparkasse Bayreuth, Siegmund Schiminski, Landesobmann der bayerischen Sparkassen im Verwaltungsrat der BayernLB. Zum Kauf der HGAA äußerte er in einer Verwaltungsratssitzung im Juni 2009, er habe die „seinerzeitige Entscheidung“ als Obmann der Sparkassen begleitet und „sich selbst für den Kauf starkgemacht“. Die Aussicht, auf dem Balkan tätig zu werden, sei „faszinierend gewesen“.
Die Sparkasse Bayreuth muss sich an der Rettung der BayernLB mit 15 Millionen Euro beteiligen, wie Schiminski im Juni 2012 mitteilte. Sein Haus könne dank eigener Anlagen von rund 800 Millionen Euro „diese Summe ohne Probleme verkraften“.